# Ключевий Лог
Ключеви́й Лог (рос. Ключевой Лог, башк. Шишмәлеҡул) — присілок у складі Аскінського району Башкортостану, Росія. Входить до складу Кунгаківської сільської ради.
Населення — 29 осіб (2010; 58 у 2002).
Національний склад:
- башкири — 100 %